# Хуа Мулань
Хуа́ Мула́нь (кит. трад. 花木蘭, спр. 花木兰, піньїнь: Huā Mùlán, акад. Хуа Мулань, буквально «Квітка Магнолія») — героїня китайської поеми, що пішла на війну замість свого старого батька, незважаючи на те, що в армію брали лише чоловіків. Поема була написана в VI столітті, але первісна версія не збереглася, на відміну від пізнішої версії у збірнику XII століття, створеному Го Маоцянем. Чи був у Хуа Мулані реальний прообраз чи ні, невідомо. Вона вважається національною народною героїнею Китаю.

## Сюжет
Мулань видає себе за чоловіка і займає в армії місце, яке раніше займав її батько. Потім імператор дарує їй державну посаду. Після цього вона повертається додому, її відвідують колеги, і вони застають її в жіночому одязі. Фінал залишається відкритим.
Фахівці сперечаються, до яких часів відносяться описувані події: частина схиляється до періоду Північна Вей (425—445 роки нашої ери), інші — до часу імператора Сунь Ян-ді (604—617 роки).
У поемі зустрічаються ономатопея.

## У культурі

### Анімація
У 1998 році компанія Walt Disney зняла однойменний мультфільм про Мулан, у 2004 році — його продовження.
Також у 1998 році італійською компанією «А Mondo TV» був знятий 87-хвилинний анімаційний фільм «Легенда Хуа Мулан», режисера Орландо Корраді.

### Кіно
Про Мулань був знятий ряд художніх фільмів і серіалів. Відомий новозеландський серіал «Ксена — королева воїнів» також був створений під враженням від цієї древньої китайської легенди про можливості жінки битися і командувати військом не гірше за чоловіків.
Серед відомих повнометражних екранізацій:
- 1964 р. — гонконгський музичний фільм Lady General Hua Mulan. У головній ролі — Айві Лін По, отримала за неї премію «За найкращу жіночу роль» Азіатсько-Тихоокеанського Кінофестивалю.
- 2009 р. — китайсько-американський фільм Мулан/Hua Mulan. У головній ролі — Чжао Вей, яка отримала за неї аналогічну премію Чанчунського Кінофестивалю, а також премію «Hundred Flowers» і приз Шанхайської Асоціації Кінокритиків. У зйомках також взяв участь російський співак Вітас.

У 2011 році Яо де Бонт приступив до зйомок фільму про Мулань за мотивами Діснеївського мультфільму з Чжан Цзиї у головній ролі.
Серіали:
- 2011 р. — американський телесеріал каналу ABC в жанрі фентезі «Якось у казці» (з жовтня 2011 року по теперішній час). Роль виконує Чон, Джемі. Одна з діючих героїв серіалу, починаючи з другого сезону.
- 2013 р. — випуск китайського телесеріалу «Hua Mu Lan Chuan Qi» (Легендарна Хуа Мулан) складається з 48 серій, в якому грали Ділан Ко, Дай Чунь Жун, Чен Пі Пі та ін. У цьому році вийшов ще один серіал режисера Тянь Ю Ляна з оригінальною назвою «Jin Guo Jiang Da Jun», а в російському перекладі «Мулан», в головних ролях якого знялися Еланні Кон, Юань Хун, Чень Си Чен, Лю Цзи Янь, Пань Хун.

### Інше
- На Венері є кратер її імені.
- Чемпіонат світу з футболу серед жінок 2007 призначив Мулань своїм талісманом.